# Мадонна з трьома казначеями
«Мадонна з трьома казначеями» (італ. Madonna dei Tesorieri) — картина італійського живописця Якопо Робусті відомого як Тінторетто (1518—1594), представника венеційської школи. Створена близько 1567 року. З 1812 року зберігається у колекції Галереї Академії у Венеції.
Картина була написана для палацу Камерленгі (в районі Ріальто), де розташовувалось казначейство Венеційської республіки.

## Опис
На полотні зображена Діва Марія з немовлям в оточенні святих Севастіана, Марка і Теодора і трьома казначеями, що встали перед нею на коліна — Мікеле Пізані, Лоренцо Дольфін і Маріно Маліп'єро, герби яких знаходяться у нижньому лівому куті. Під гербами міститься напис латинською мовою «Unanimis concordiae simbolus» («Символ одностайної згоди») і дата — «1566» (визначна для Тінторетто). Саме у цьому році він став членом Академії малюнку у Флоренції разом з іншими венеційцями — Тіціаном, Якопо Сансовіно і Андреа Палладіо. Вважається, що ця картина була написана трохи пізніше, і до того часу зображений Маліп'єро вже закінчив свою службу.
На передньому плані три казначеї (які і були замовниками картини) показані у позах на колінах перед Дівою Марією, а за ними — секретарі, що тримають мішки з грошами. Чорний одяг підкреслює благородну яскравість картини — високий зразок венеційського колоризму з його декоративною і експресивною силою. Наповнений повітрям і світлом пейзаж і перспективне зображення підлоги посилюють відчуття глибини простору. Тема вірян, які за сприяння святих зустрічаються з Дівою Марією, досить поширена у венеційському живописі, тут зображена Тінторетто дещо незвично: постановка позбавлена риторичності, а фігури казначея і секретарів ніби завмерли у мовчазних позах.